# رود درجزین
رود درجزین یا رود باشچای از دره‌های جنوبی کوه خرقان در شمال شهرستان رزن سرچشمه می‌گیرد. این رودخانه فصلی است و پس از گذشتن از رزن و سپس درجزین به رود قره‌چای منتهی می‌شود. 